# アントワーヌ＝フレデリック・グレスニック
アントワーヌ＝フレデリック・グレスニック（Antoine-Frédéric Gresnick, 1755年3月2日 - 1799年10月16日）は、現在のベルギー出身の作曲家。
グレスニックはリエージュ司教領のリエージュに生まれた。彼が最初に音楽教育を受けたのはリエージュ大聖堂であり、大聖堂の聖職者会議は彼がローマに赴きLütticher Collège Darcisでさらに学ぶことを許可した。その後、彼はナポリに滞在して1779年までサントノフリオ・ア・ポルタ・カプアーナ音楽院で学んだ。その間の1772年には「管楽器、ヴァイオリン、ヴィオラとバスのオブリガートのためのシンフォニア」Op.1を作曲している。1785年と1786年には、ロンドンで当時有名だったソプラノ歌手のゲルトルート・エリザーベト・マーラの支援を得て、オペラ「Alceste」を上演して大きな成功を収めた。1787年から1789年にかけて、彼はリヨンの大歌劇場の管弦楽団の指揮者を務めた。1794年から居を構えたパリでは15作品のオペラ・コミックが上演されたが、フランス革命による混乱によって彼が望むような成功は得られなかった。彼のオペラ・コミックの作風は、同郷のグレトリと同様のものであった。彼は少なくとも23のオペラ・ブッファを作曲しており、これらの作品によって記憶されている。

## 主要作品
- 2台のチェロのための二重奏曲
- シンフォニア 1772年
- チェンバロ協奏曲 1782年
- ファゴット協奏曲 1797年
- クラリネット、ファゴットと管弦楽のための協奏交響曲 1797年

オペラ
- Alceste  1786年、ロンドン、キングズ・シアター
- L'amour de Cythère exilé 1793年